# تیم ملی هندبال برزیل
تیم ملی هندبال برزیل (انگلیسی: Brazil national handball team) نماینده کشور برزیل در مسابقات بین‌المللی ورزش هندبال است.
این تیم در سال ۱۹۵۴ میلادی عضو فدراسیون بین‌المللی هندبال شده و سابقه ۳ قهرمانی در بازی‌های پان آمریکن را در کارنامه دارد.